# Portrait de Juan Martínez Montañés
Le portrait de Juan Martínez Montañés (1568-1649) fut peint par Diego Velázquez vers 1635-1636, d'après l'âge du modèle. La toile est conservée au Musée du Prado. Certains auteurs identifient aujourd’hui le personnage peint avec  Alonso Cano (1601/1667) bien qu'il ait été longtemps identifié avec Juan Martínez Montañés.

## Histoire
Le sculpteur espagnol Juan Martínez Montañés (1568-1649) fit un voyage à Madrid de juin 1635) janvier 1636, répondant à l'invitation du peintre de la cour, Vélasquez. Montanes reçut une demande pour réaliser un buste du roi Philippe IV qui servit plus tard de modèle au sculpteur florentin Pietro Tacca et allait réaliser une statue en bronze du roi. La statue se trouve sur la place d'Orient de Madrid. La relation entre Vélasquez et Montañés était ancienne ; on sait que le beau-père de Vélasquez, Francisco Pacheco, colora les meilleures sculptures de Juan Martínez Montañés.

## Description
Lorsque Vélasquez peignit ce portrait, il avait environ 36 ans, alors que le sculpteur était un homme mûr de 67 ans. Vélasquez élit le moment où le sculpteur modèle le buste du roi. Toute la lumière et l'intérêt premier vont sur le visage et la main qui modèle. C'est une main en mouvement, en vie. Mais le reste de la peinture est réalisée avec un très grand soin, avec des traits séparés, fluides, tels que Vélasquez était habitué à faire ses portraits.
Il faut noter les vêtements noirs, la cape de soie, le plastron et les poignets blancs.
La toile est inachevée, la tête du roi est une simple ébauche.